# Raffaella Lamera
Raffaella Lamera (née le 13 avril 1983 à Romano di Lombardia) est une athlète italienne, spécialiste du saut en hauteur.

## Biographie
Championne nationale junior en 2002 et championne nationale en salle (en 2008 et 2010), Raffaella Lamera détient un record de 1,95 m, obtenu à Florence le 5 juin 2010.
Finaliste lors des Championnats du monde junior à Kingston en 2002 (11e, 1,75 m), elle tarde ensuite à s'imposer malgré des mesures réalisées supérieures à 1,90 m (éliminée en qualifications lors des Championnats d'Europe 2010, des Championnats d'Europe en salle et des Championnats du monde 2011).
Elle manque les saisons 2013 et 2014 à cause de blessures aux genoux. En 2015, elle se classe 13e des Championnats d'Italie en salle et 5e en plein air. En 2016, elle ne saute qu'1,68 m puis 1,57 m en 2017. Elle met un terme à sa carrière le 6 mai 2017.

## Palmarès
| Date | Compétition           | Lieu  | Résultat | Marque |
| ---- | --------------------- | ----- | -------- | ------ |
| 2011 | Championnats du monde | Daegu | qual.    | 1,85 m |